# Frisparkssprej

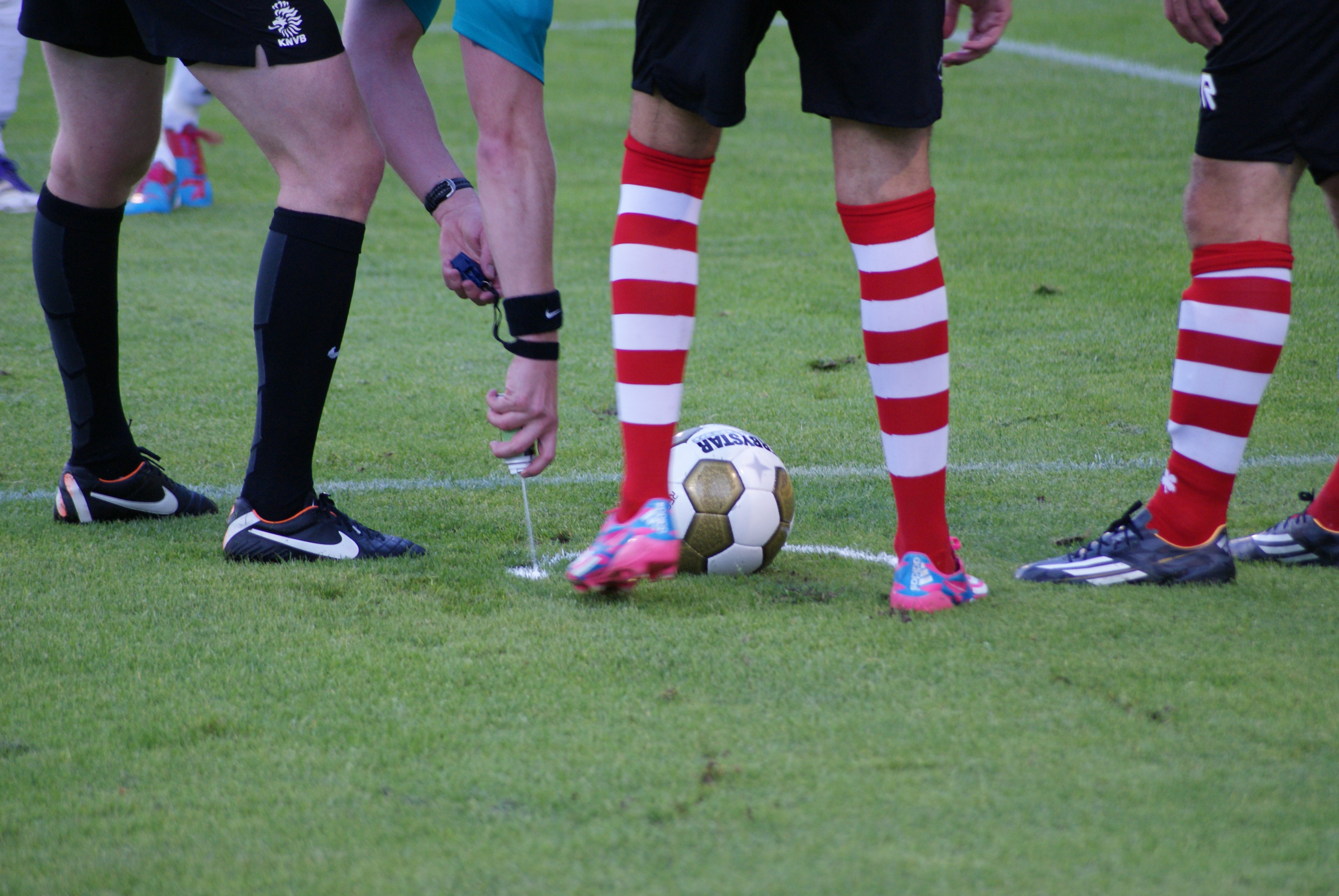
Domaren markerar bollens position.

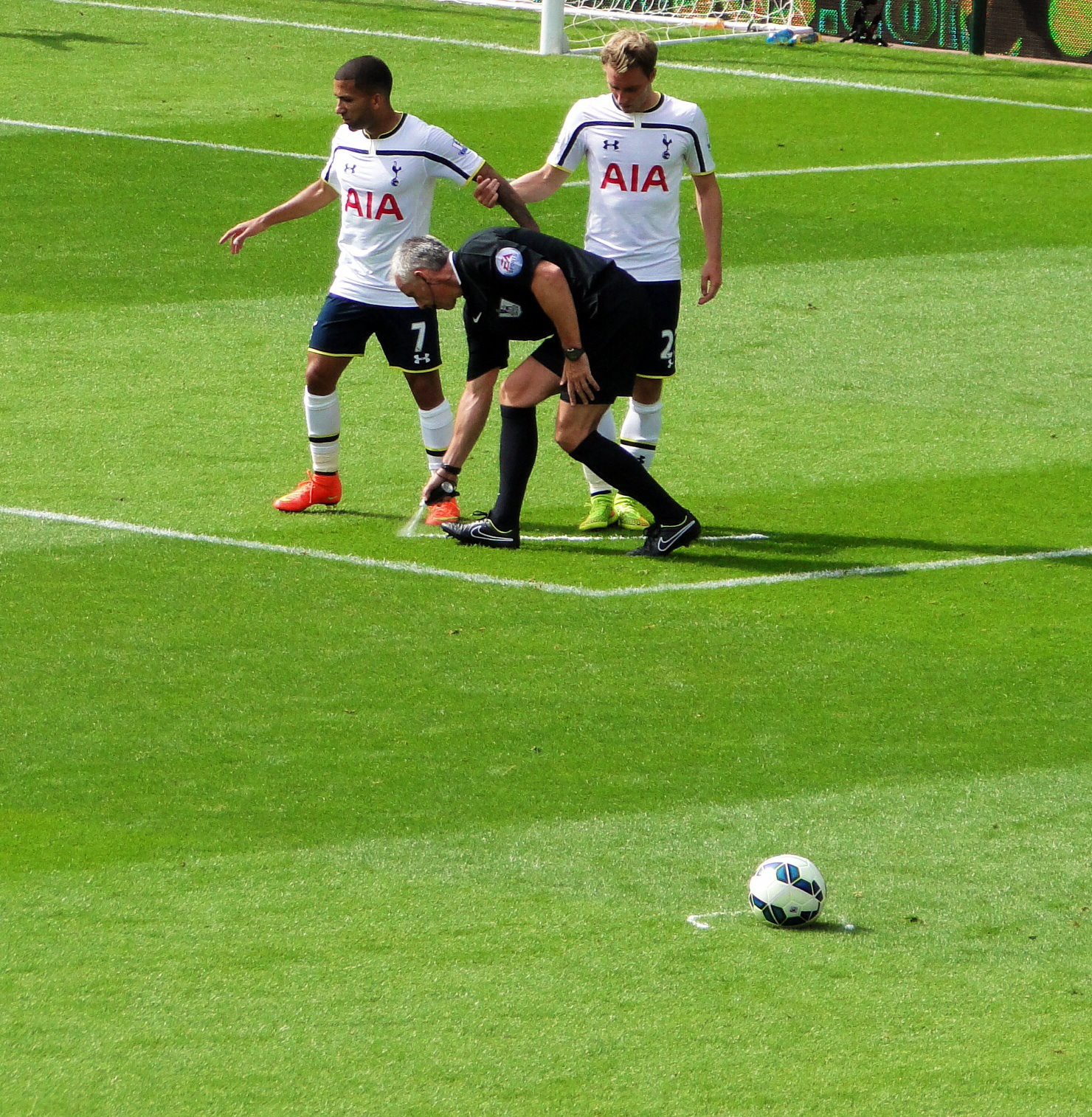
Domaren markerar minsta tillåtna avståndet för försvarsspelarna.

Frisparkssprej, även domarsprej eller VM-sprej, är en skumbaserad sprej som används för att tillfälligt markera var bollen ska ligga och försvarsmuren stå vid frisparkar i fotbollsmatcher. Vid frispark får försvarare inte befinna sig närmare än 9,15 meter till bollen och vid frisparkar kan motståndarlaget ställa upp flera spelare som en mur vid det avståndet. Den tillfälliga markeringen gör det lättare för domaren att se om försvarsspelarna närmar sig bollen innan den slås.

## Historik
Sprejen skapades av brasilianaren Heine Allemagne som tänkte att en tillfällig markering skulle underlätta för domarna. År 2000 kopplade han ihop hur raklödder sakta löstes upp och tycktes försvinna efter att det tryckts ur flaskan och att något liknande kunde användas även här. Heine Allemagne sökte patent och kontaktade en lokal kosmetikatillverkare och de experimenterade fram en blandning som var synlig tillräcklig länge.
Sprejen användes första gången år 2000 i en liten brasiliansk  cup, Copa Belo Horizonte. Sprejen spred sig över Sydamerika och användes i landslagssammanhang i 2011 års sydamerikanska mästerskap. Internationella fotbollsförbundet testade sprejen under 2013 i ungdomsturneringarna Fifa U-17 och Fifa U-20 samt VM för klubblag innan de beslutade använda den vid VM i Brasilien 2014.
Under hösten 2014 introducerades den på klubblagsnivå i Europa, bland annat i engelska högstadivisionen Premier League, franska Ligue 1, Tysklands två högsta fotbollsdivisioner samt UEFA Champions League. Inför säsongen 2015 infördes den i de svenska divisionerna Allsvenskan, Damallsvenskan och Superettan. Då hade fotbollstränaren Nanne Bergstrand redan efterlyst den i början av säsongen 2013.